# Concept Art
Concept Art bezeichnet eine Form der Illustration, die ein Konzept visuell veranschaulichen soll, bevor es in ein Endprodukt umgesetzt wird. Zum Einsatz kommen diese visuellen Umsetzungen zum einen in der Entwicklung von Ideen, Designvorstellungen oder Stimmungen in der Produktion von Kinofilmen, Videospielen oder Comics, zum anderen in der expliziten Ausführbarkeit von zu produzierenden Assets, Requisiten, Filmsets, Items, Levelelementen und Charakteren.
Concept Art ist ein aus dem amerikanischen Englisch übernommener Begriff, der von der Trickfilmindustrie seit den 1930er Jahren für Konzeptskizzen verwendet wird. Diese gezeichneten oder gemalten Bilder sollen das Design, den generellen Look, die Stimmungen, die Farben u. a. eines geplanten Werkes illustrieren. Später übernahm die Spieleindustrie den Begriff, als die gesteigerten visuellen Anforderungen an Computerspiele eine sorgfältigere Planung notwendig machten.
Concept Art bezeichnet eine vorbereitende visuelle Beschreibung innerhalb der Unterhaltungsindustrie. Bevor Charaktere, Spielwelten oder Einzelheiten ausgearbeitet werden, zeigen Bilder, meist basierend auf den Angaben der Drehbuchautoren (in der Filmproduktion), wie diese Dinge aussehen könnten; in der Games-Branche wird in der Regel das Konzept des Game Designers vom Game Artist interpretiert und zu ausführbaren Arbeitsaufträgen für die Bereiche 3D-Modeling, Texturierung und Animation ausgearbeitet. Concept Art beschreibt damit nicht nur die visuelle Umsetzung und Ausarbeitung von Ideen, sondern definiert – in der Regel in der Verbindung mit Regisseur oder Game Designer in iterativen Designprozessen –, was tatsächlich zu produzieren ist.
Ein wichtiges Element in der Entwicklung der Ideen ist für die Illustratoren und Animationskünstler die Anfertigung von Standfotos von gebauten Modellen. Auf diesem Wege wurden z. B. die Elbenschwerter für die Verfilmung des Herr der Ringe aus Blattformen entwickelt.
Seit Mitte der 1990er Jahre arbeiten die meisten Illustratoren überwiegend digital. Hier ist als neue Darstellungsform eine 3D-Modellierung möglich.

## Geschichte
Die Entstehung der Concept Art ist eng verbunden mit der Geschichte der Filmgestaltung.
Die Veröffentlichung von Das Cabinet des Dr. Caligari (1920) leistete einen wesentlichen Beitrag zur Anerkennung des Films als eigener Kunstgattung. Das außergewöhnliche Production Design dieses Films zeichnete sich nicht nur dadurch aus, die Handlung sinnvoll zu unterstützen, sondern zugleich auch wirkungsvoll den expressionistischen Kunsttrend der damaligen Zeit widerzuspiegeln. Robert Wienes Entwürfe dienten dabei als Concept Designs für die Filmarchitektur. Diese wird selbst zur Metapher und die Räume symbolisieren Schreie, Angst und Furcht.
Seither wird Skizzen, Gemälden und Modellen der Concept Artists größere Aufmerksamkeit zuteil, und technische Neuerungen, wie Kamerabewegung, Überblendung und Montage bereiten den Weg für mehr gestalterische Freiheit.
Sorgfältig geplante Set Designs werden nicht selten zu einem zentralen Bestandteil des Films (Metropolis, 1927). Dabei wird die reale Entwicklung der Architektur schnell überholt und dient den Concept Artists als Experimentierfeld. Zukunftsvisionen und deren Design entpuppen sich als Kassenmagneten (Der letzte Mann, Asphalt) – eine Entwicklung, die bis in die 1970er Jahre anhielt und mit Ralph McQuarries Concept Paintings für Star Wars (1977) ihren Höhepunkt erreichte.
Eine allgemeine Enttäuschung über die Resultate der Moderne wendete die Zukunftsbegeisterung der Künstler bald ins Gegenteil. Negative Utopien rückten in den Vordergrund, und mit Blade Runner (1982) wurde der Cyberpunk geboren. Ridley Scott setzt auf Reizüberflutung als Ausdruck des Grauens, und sein Visual Futurist Syd Mead überzeugt durch bildliche und assoziative Vielschichtigkeit. Die Wirklichkeit wird übersteigert, aber nicht mehr idealisiert dargestellt.
Weitere künstlerische Stilmittel entstehen durch Paralleluniversen und kontrafaktische Visionen nach dem Motto: Was wäre wenn … sich New York ohne Bauvorschriften entwickelt hätte (Batman, 1989) oder wenn die amerikanische Wirtschaftskrise oder der Zweite Weltkrieg nicht stattgefunden hätten (Dick Tracy 1990, siehe auch Raymond Loewy, Luigi Colani).
Damit geht auch die Ära der traditionellen Filmeffekte zu Ende, und die der computergenerierten beginnt. Parallel dazu stellen zunehmend komplexer gestaltete Computerspiele in künstlerischer und technischer Hinsicht neue Anforderungen an den Concept Artist. Zu Gunsten eines effektiveren Workflow verdrängt der Computer die klassischen Handwerkszeuge wie Stift und Papier.

## Bekannte Illustratoren / Concept Artists
- Syd Mead
- Craig Mullins
- Ralph McQuarrie
- Scott Robertson (Games)
- Feng Zhu (Games, Filmproduktion)
- Daniel Lieske (Games), aus Deutschland
- Helge C. Balzer (Games), aus Deutschland